# 알파 로메오 33 스트라달레
알파 로메오 33 스트라달레(Alfa Romeo 33 Stradale)는 이탈리아의 자동차 제조업체인 알파 로메오가 제작한 미드 엔진 스포츠카이다. 스트라달레는 출시 당시 정지 주행 거리 기준으로 가장 빠른 상용차였다. 이 차는 1967년부터 1969년 사이에 18대가 제작되었다. "스트라달레"(이탈리아어: Stradale, 도로 주행용을 의미)는 이탈리아 자동차 제조업체에서 경주용 자동차의 도로 주행 가능 버전을 나타내는 데 자주 사용되는 용어이다. 실제로 33 스트라달레는 티포 33의 스포츠 프로토타입에서 파생되었다. 알파 로메오가 자사의 레이싱 기술 중 일부를 대중에 공개하려는 시도로 제작한 이 차는 1968년 대중에게 판매된 자동차 중 가장 비싼 가격인 17,000달러(2024년 기준 153,700달러에 해당)에 판매되었다.

## 역사
33 스트라달레는 오토델타 알파 로메오 티포 33 레이싱카를 기반으로 제작되었다. 프란코 스칼리오네가 디자인하고 코치빌더 회사인 카로체리아 마라치가 제작한 이 자동차는 1967년 10월 5일 파리 살롱 드 로토에서 처음으로 소개되었다.
첫 번째 프로토타입(섀시 번호 10533.01)은 1967년 세티모밀라네세에 있는 오토델타의 워크숍에서 티포 33 "Periscopica" 경주용 자동차와 나란히 제작되었다. 차체는 카로체리아 마라치의 프란코 스칼리오네와 그의 팀이 제작했고, 오토델타는 차의 기술적인 측면을 연구했다. 스칼리오네는 또 다른 마그네슘 바디 프로토타입(섀시 번호 10533.12)(거리 경주용)을 제작하는 작업을 시작했다. 하지만 마라치는 1968년까지 이 작품을 완성하지 못했다. 이 두 프로토타입은 듀얼 헤드라이트 배열을 갖춘 유일한 모델이다. 지면으로부터 최소 헤드라이트 거리에 대한 규정으로 인해 스칼리오네는 생산 차량에 이 디자인을 적용하여 재설계했다.
두 개의 프로토타입은 모두 해당 프로젝트의 원래 일련번호인 105.33.xx를 가지고 있다. 그러나 티포 33 레이싱 및 생산 차량의 섀시 번호는 750.33.0xx(레이싱) 및 750.33.1xx(스트라달레)이다. 마라치는 18개의 섀시를 제작했다고 주장한다. 그 중 5대는 피닌파리나, 베르토네, 이탈디자인 주지아로가 제작한 컨셉트 카 6대(한 섀시는 두 번 사용)에 사용되었고, 8대는 생산 차량에 사용되었다. 나머지 섀시 번호는 사용 가능한 정보가 부족하여 확인되지 않았다. 경주용 차량보다 휠베이스가 10cm 더 긴 실제 스트라달레 섀시의 정확한 번호(약 18대)가 섀시 번호 범위와 일치하지 않기 때문이다.
33 스트라달레의 생산 버전은 1967년 9월 이탈리아 몬차에서 열린 스포츠카 쇼에서 소개되었다. 프로토타입(섀시 번호 105.33.01)은 일본의 Gallery Abarth에 판매되었다. 두 번째 마그네슘 바디의 스트라달레 프로토타입(섀시 번호 105.33.12)과 5대의 컨셉트 카는 현재 알파 로메오 박물관에 소장되어 있다.
2023년에는 마세라티 MC20을 토대로 한 2023년 버전의 알파 로메오 33 스트라달레를 공개했다.

## 사양

### 차체 및 섀시
33 스트라달레는 윈드실드 프레임의 바닥과 상단에 힌지로 연결된 버터플라이 도어가 앞으로 또는 위로 열리는 최초의 생산 차량 중 하나로, 이를 통해 33 스트라달레는 측면 창문이 차체의 지붕/캐노피를 따라 위로 매끄럽게 휘어지는 기능도 갖출 수 있었다. 대부분의 자동차는 알루미늄 관형 섀시에 알루미늄 바디를 탑재하고 있다. 수작업으로 만든 모델이기 때문에 각 모델은 세부적인 면에서 서로 다르다. 예를 들어, 앞유리 와이퍼의 위치와 브레이크에서 나오는 뜨거운 공기가 빠져나갈 수 있도록 앞바퀴와 뒷바퀴 뒤에 통풍구가 추가되는 등 차별화된 일부 차량이 있다. 이 차에는 13인치(33cm)의 캄파뇰로 마그네슘 합금 바퀴가 장착되어 있으며, 앞바퀴와 뒷바퀴의 폭은 각각 8인치(20cm)와 9인치(23cm)입니다. 사용된 브레이크는 걸링(Girling)에서 제조한 디스크 브레이크이며, 뒤쪽 브레이크는 내장형 브레이크이다. 자동차의 서스펜션 시스템은 티포 33 경주용 자동차에서 직접 파생되었으며, 앞쪽에는 상단 및 하단 컨트롤 암이 있고 뒤쪽에는 이중 트레일링 암이 있으며 상당한 크기의 앤티롤 바가 있다.
| 기술 사양            | 기술 사양                                          |
| -------------------- | -------------------------------------------------- |
| 유형                 | 90° DOHC V8                                        |
| 배기량               | 1,995 세제곱센티미터 (2.0 L; 121.7 cu in)          |
| 보어 x 스트로크      | 78mm x 52.2mm                                      |
| 힘                   | 230 미터마력 (227 hp; 169 kW)8,800에서 분당 회전수 |
| 토크                 | 206 뉴턴 미터 (152 lb·ft)7,000에서 분당 회전수     |
| 최고 속도            | 260 킬로미터 매 시 (162 mph)                       |
| 0–100 km/h (62 시속) | 6 미만 초(테스트 안 됨)                            |

### 엔진 및 변속기
경주용으로 개발된 엔진은 알파 로메오의 대중적인 차량에 사용되는 대량 생산 엔진과는 전혀 닮지 않았다. 이 엔진은 몬트리올의 V8 엔진과 밀접한 관련이 있지만 배기량이 더 작고 출력이 더 높다. 엔진은 티포 33 경주용 자동차에서 파생되었지만 세부적인 면에서는 차이가 많았다. 예를 들어, 33 스트라달레의 엔진은 레이서의 기어 구동식과 달리 체인 구동식 캠축을 사용했지만, 스트라달레는 레이싱 엔진의 플랫 플레인 크랭크축을 그대로 사용한 반면, 몬트리올 엔진은 크로스플레인 크랭크를 사용했다. 레이스 엔지니어 카를로 키티(Carlo Chiti)는 78mm × 52.2mm (3.07인치 × 2.06인치)의 오버스퀘어 보어 x 스트로크를 설계했으며, 모든 알루미늄 1,995cc (2.0L) V8 엔진은 실린더당 4개의 점화 코일과 트윈 스파크 플러그로 SPICA 연료 주입이 가능한 건식 윤활 방식을 사용했다. 엔진은 이중 오버헤드 캠샤프트를 특징으로 하는 실린더 밸브 트레인당 2개의 밸브를 작동시키기 위해 4개의 체인 구동 캠샤프트를 사용했으며, 10.5:1의 압축비로 10,000 rpm의 회전 한계를 가졌다. 이 엔진은 로드 트림의 경우 8,800 rpm에서 230 PS(227 hp; 169 kW)의 최대 출력을, 레이스 트림의 경우 7,000 rpm에서 206 N ⋅m(152 lb ⋅ft)의 토크를, 레이스 트림의 경우 270 PS(266 hp; 199 kW)의 출력을 발휘한다. 구동계의 수작업 특성으로 인해 출력 수준은 생산된 각 차량마다 다를 수 있다. 예를 들어 첫 번째 생산된 스트라달레(750.33.101호)는 공장 데이터 시트를 통해 9,400rpm에서 243 PS(240마력; 179kW)의 출력과 "거리" 배기, 254 PS(251마력; 187kW)의 개방 배기를 제공한다. 변속기는 콜로디 변속기가 설계한 티포 33 경주용 자동차와 유사한 6단 수동변속기이다.
스트라달레는 도로 주행이 가능한 차량이지만 잠금 장치 미비 및 제한된 지상고 등 일상적인 사용에 약간의 제약이 있다.

### 성능
이 차는 스탠딩 스타트에서 시속 100km(62마일)에 도달하는 데 6초도 채 걸리지 않으며, 최고 속도는 260km(160마일)이다. 1968년 독일의 자동차 잡지 《아우토 모토 운트 슈포트》(Auto, Motor und Sport)는 최고 속도를 252km(156.6마일)로 측정했으며 스탠딩 킬로미터의 속도는 24.0초로 당시 이 거리에서 상용차 중 가장 빠른 속도를 기록했다. 이는 람보르기니 미우라, 페라리 데이토나, 마세라티 기블리 등 고성능 현대 스포츠카에 사용되는 엔진의 배기량보다 절반도 안 되는 엔진을 사용하여 이를 달성한 것이었다.

## 컨셉트 카
33 스트라달레 섀시를 기반으로 6대의 컨셉트 카가 다양한 이탈리아의 코치빌더에 의해 디자인되었다.
| 명칭                             | 디자이너                           | 데뷔               | 제원                                                  | 섀시 번호  |
| -------------------------------- | ---------------------------------- | ------------------ | ----------------------------------------------------- | ---------- |
| 알파 로메오 카라보               | 베르토네의 마르첼로 간디니         | 1968 파리 모터쇼   |                                                       | 750.33.109 |
| 알파 로메오 P33 로드스터         | 피닌파리나의 파올로 마틴           | 1968 토리노 모터쇼 |                                                       | 750.33.108 |
| 알파 로메오 이구아나             | 이탈디자인의 조르제토 주지아로     | 1969 토리노 모터쇼 |                                                       | 750.33.116 |
| 알파 로메오 33/2 쿠페 스페치알레 | 피닌파리나의 레오나르도 피오라반티 | 1969 파리 모터쇼   | 휠베이스: 2,350 mm (92.5 in)                          | 750.33.115 |
| 알파 로메오 33/2 쿠페 스페치알레 | 피닌파리나의 레오나르도 피오라반티 | 1969 파리 모터쇼   | 전장 x 전폭: 4,000 mm × 1,800 mm (157.5 in × 70.9 in) | 750.33.115 |
| 알파 로메오 33/2 쿠페 스페치알레 | 피닌파리나의 레오나르도 피오라반티 | 1969 파리 모터쇼   | 전고: n/a                                             | 750.33.115 |
| 알파 로메오 33/2 쿠페 스페치알레 | 피닌파리나의 레오나르도 피오라반티 | 1969 파리 모터쇼   | 중량: 720 kg (1,587 lb)                               | 750.33.115 |
| 알파 로메오 P33 쿠네오오         | 피닌파리나의 파올로 마틴           | 1971 브뤼셀 모터쇼 |                                                       | 750.33.108 |
| 알파 로메오 나바호               | 베르토네의 마르첼로 간디니         | 1976 제네바 모터쇼 | 휠베이스: 2,430 mm (95.7 in)                          | 750.33.117 |
| 알파 로메오 나바호               | 베르토네의 마르첼로 간디니         | 1976 제네바 모터쇼 | 전장 x 전폭: 3,800 mm × 1,860 mm (149.6 in × 73.2 in) | 750.33.117 |
| 알파 로메오 나바호               | 베르토네의 마르첼로 간디니         | 1976 제네바 모터쇼 | 전고: 1,050 mm (41.3 in)                              | 750.33.117 |
| 알파 로메오 나바호               | 베르토네의 마르첼로 간디니         | 1976 제네바 모터쇼 | 중량: 870 kg (1,918 lb)                               | 750.33.117 |

### 베르토네

#### 알파 로메오 카라보

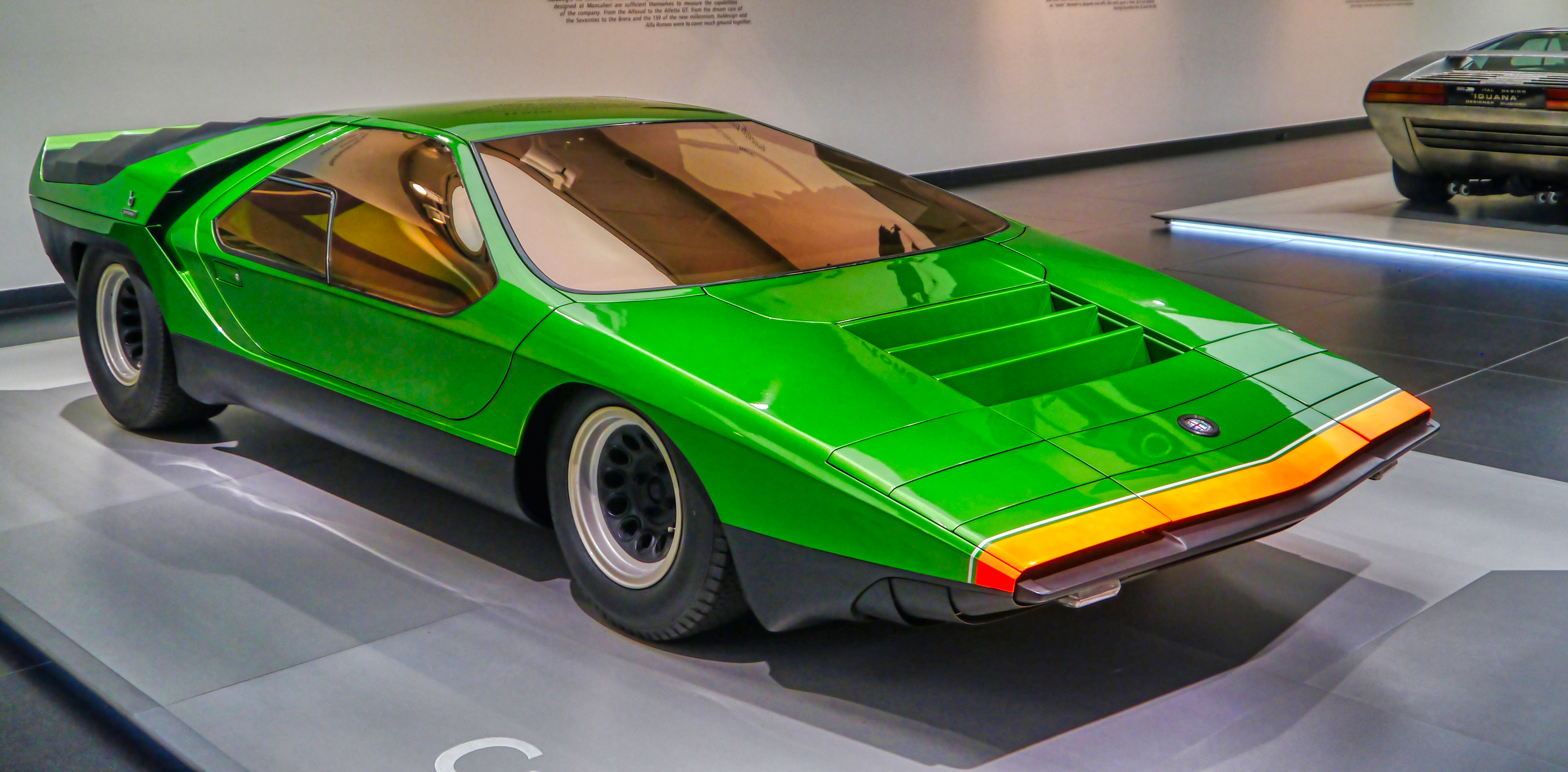
알파 로메오 박물관에 전시된 카라보

카라보는 최로로 시저 도어가 적용된 쐐기 모양의 쿠페 컨셉트 카로, 1968년 파리 모터쇼에서 공개되었다. 카라보는 이미 람보르기니 미우라를 디자인하여 명성을 쌓은 베르토네의 마르첼로 간디니가 디자인했다.

#### 알파 로메오 나바호

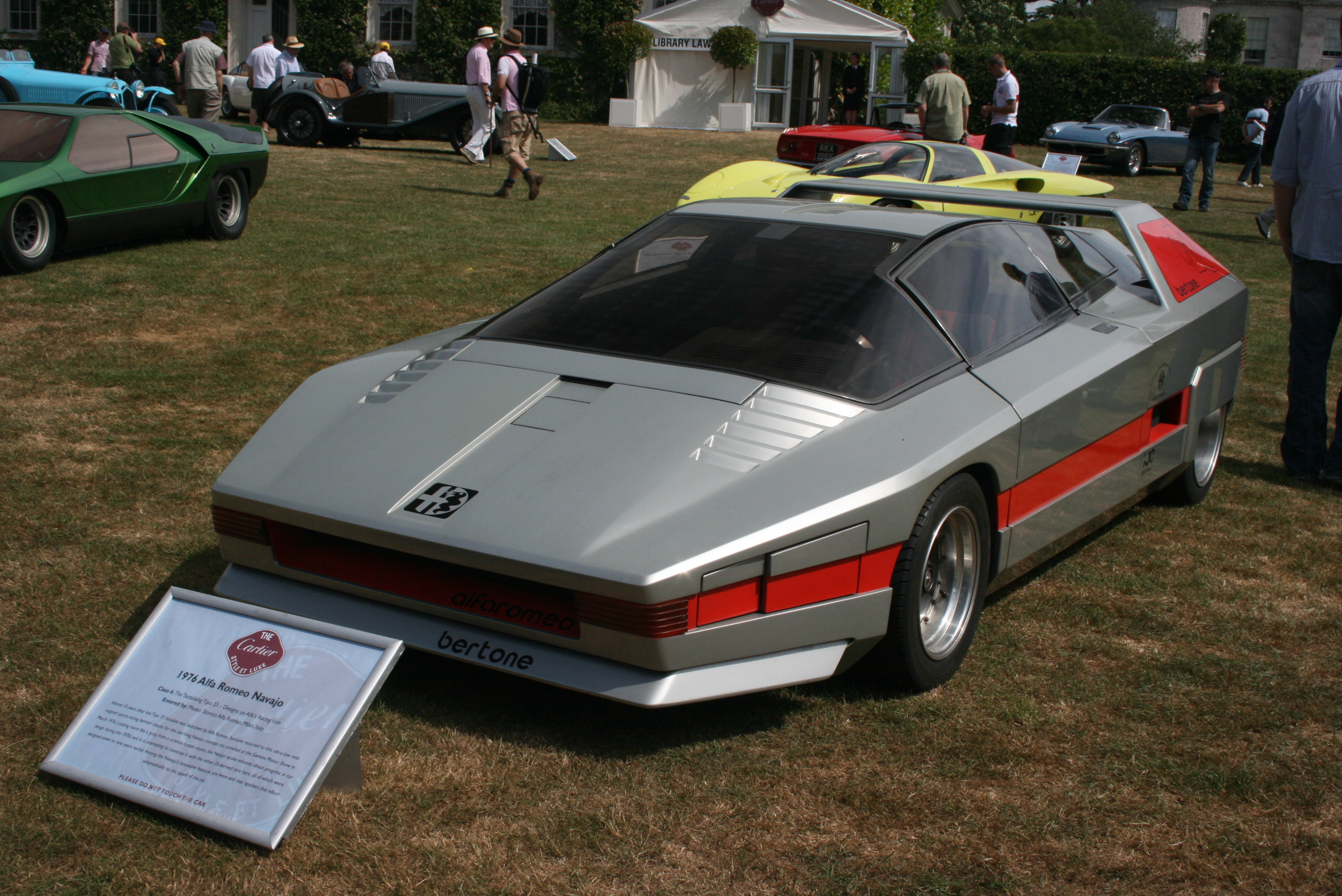
알파 로메오 나바호

컨셉트 카인 알파로메오 나바호는 1976년 3월에 제네바 모터쇼에서 공개되었다. 1970년대의 각진 디자인과 대담한 스타일을 연상시키는 디자인의 풀 파이버글라스 쿠페 바디가 적용되었다. 이 차는 2리터 연료 분사식(SPICA) V8 엔진을 장착하여 8,800rpm에서 약 233 PS(171 kW, 230 hp)의 출력을 발휘한다.

### 피닌파리나
1968년부터 1971년까지 이탈리아의 디자인 하우스 피닌파리나는 33 스트라달레 섀시를 기반으로 총 3대의 차량을 디자인했다.

#### 알파 로메오 P33 로드스터
알파로메오 P33 로드스터는 1968년 11월 토리노 모터쇼에서 처음으로 대중에 공개되었다. 이 차는 차체 색상으로 칠해진 낮은 앞 유리창과 후면 롤바를 갖춘 오픈탑 차량이었다. 2년 후 P33 로드스터의 섀시는 쿠네오를 생산하기 위해 개조되었다.

#### 알파 로메오 33/2 쿠페 스페치알레

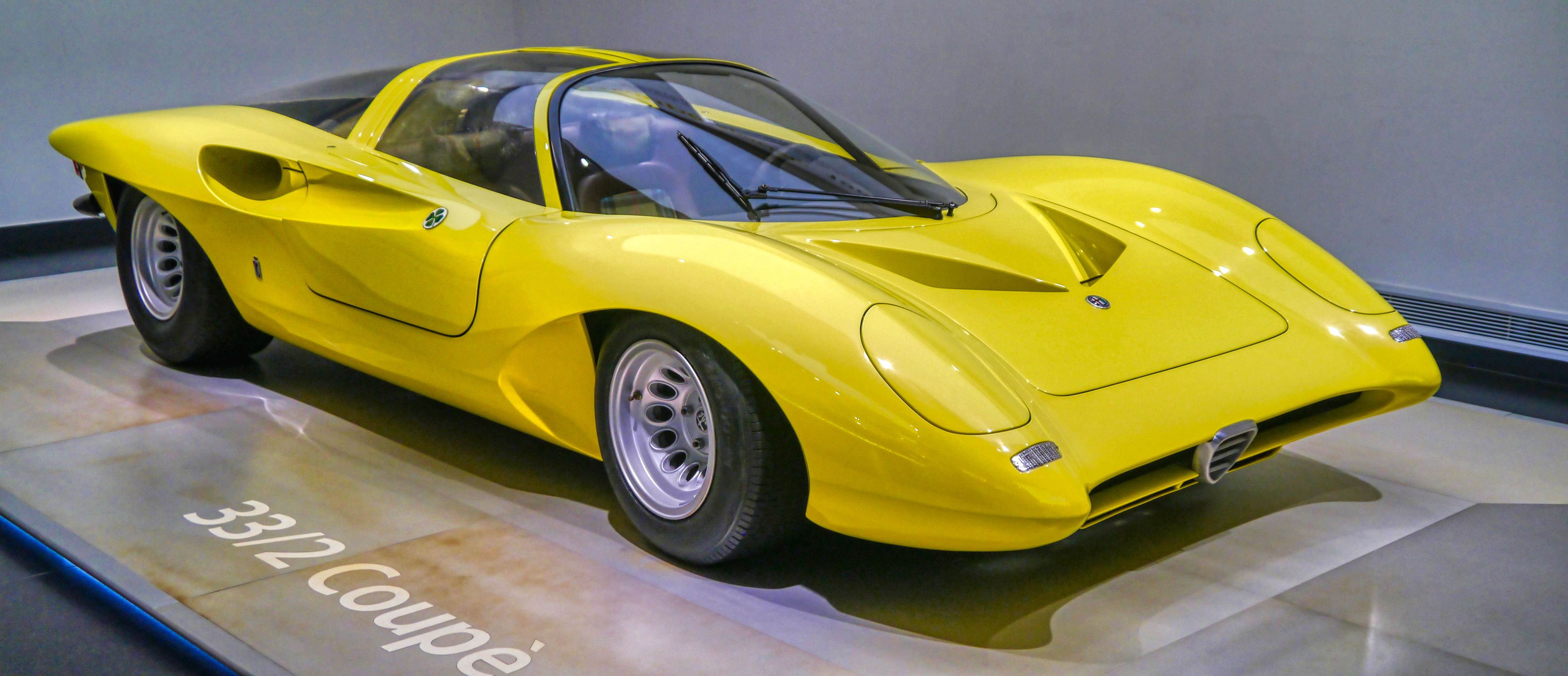
알파 로메오 박물관에 전시된 33/2 쿠페 스페치알레

알파로메오 33/2 쿠페 스페치알레는 알파로메오 33.2 로도 알려져 있으며, 1969년 파리 모터쇼에서 처음으로 대중에 공개되었다. 이 2도어 쿠페는 당시 피닌파리나에서 일하던 레오나르도 피오라반티가 디자인했다. 눈에 띄는 노란색 페인트 구성이 특징이며 유압으로 작동하는 버터플라이 도어와 팝업 헤드라이트가 특징이다. 이 디자인은 1년 전 제네바에서 선보인 페라리 250 P5 컨셉의 영향을 받았다.

#### 알파 로메오 P33 쿠네오

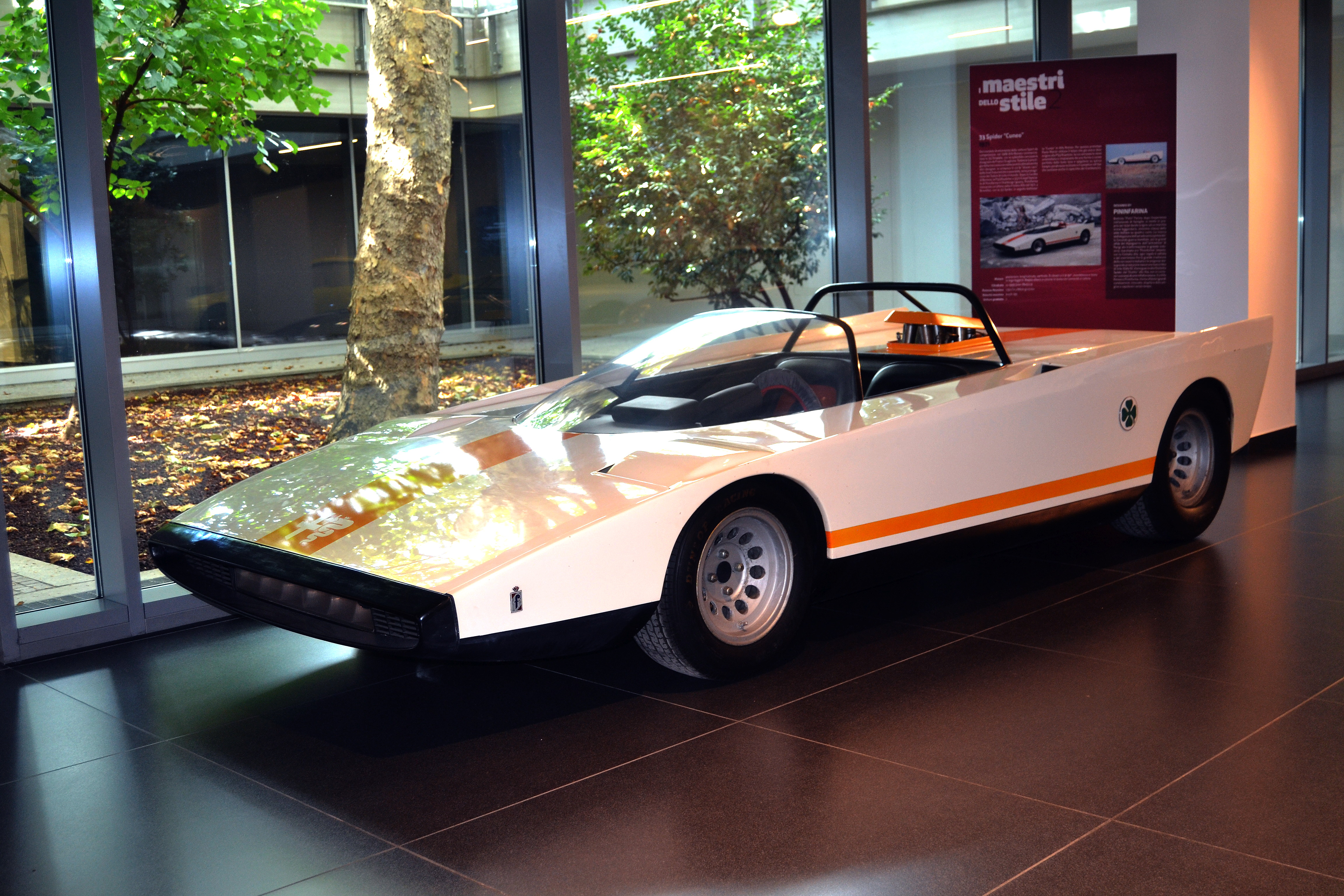
알파 로메오 박물관에 전시된 알파 로메오 쿠네오

알파 로메오 쿠네오는 원래 피닌파리나에서 33 스파이더라고 불렸으며, 파올로 마틴이 디자인했다. 1971년 1월 브뤼셀 모터쇼에서 공개된 오픈탑 쐐기 모양의 컨셉트 카이다.

### 이탈디자인

#### 알파 로메오 이구아나

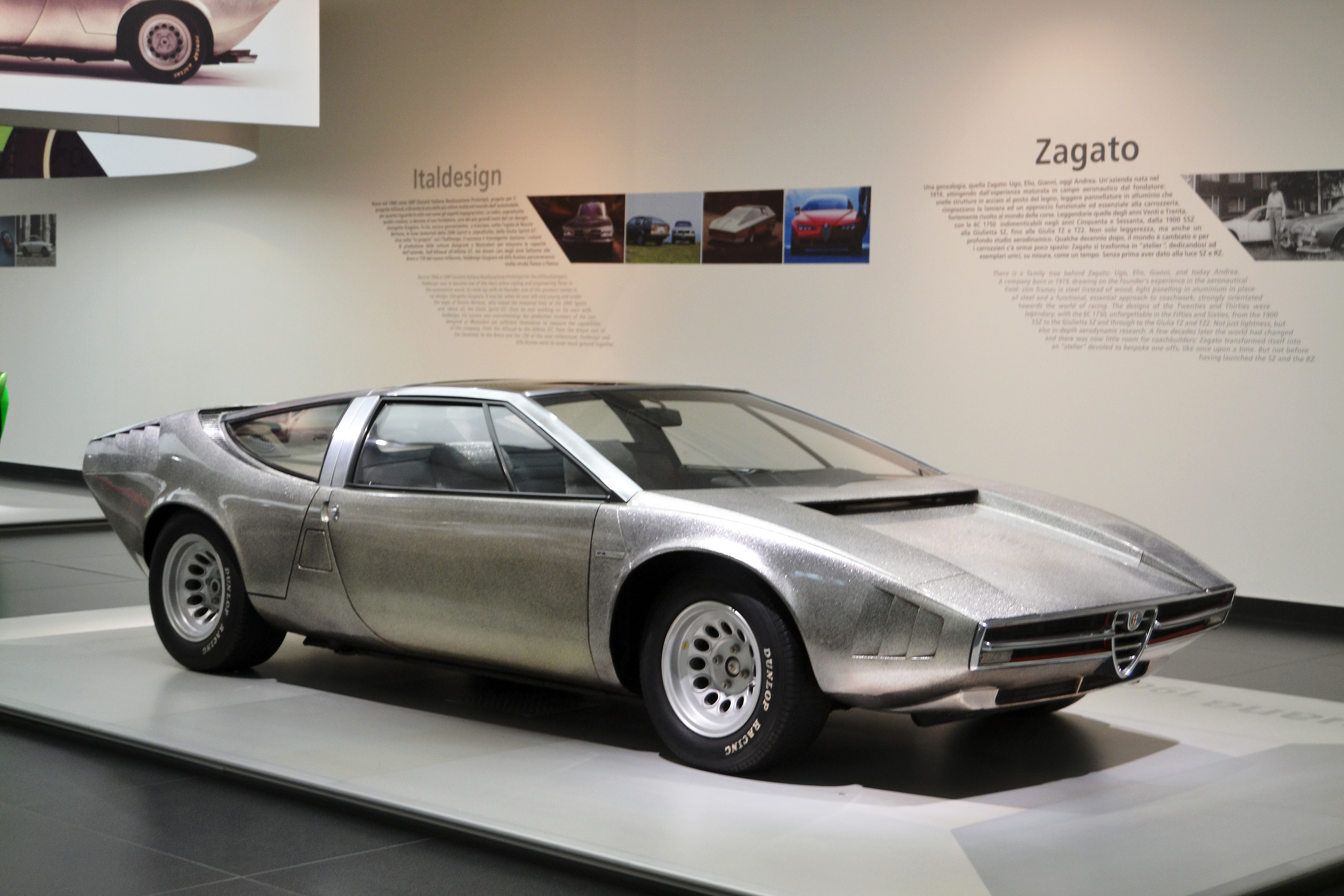
알파 로메오 박물관에 전시된 알파 로메오 이구아나

이탈디자인 주지아로가 디자인한 이구아나 컨셉트 카는 1969년 11월 토리노 모터쇼에서 공개되었다. 이 차는 섀시 번호 750.33.116을 기반으로 제작된 2인승 스포츠 쿠페이다. 이 디자인에는 주지아로가 후에 생산 차량 디자인에 도입한 몇 가지 새로운 요소가 반영되었다. 이구아나의 차체는 메탈 플레이크 그레이로 칠해졌고, 지붕 프레임과 캐빈 기둥은 브러시드 메탈로 마감되었는데, 이는 주지아로가 나중에 DMC 들로리언에 적용한 처리 방식이다. 이구아나의 전면부는 마세라티 보라와 마세라티 메락의 디자인에 영감을 주었고, 높게 장착된 꼬리등이 있는 차량 후면부는 알파 로메오 알파수드 스프린트의 디자인 기반을 형성했다. 이구아나는 소규모로 시리즈 생산이 계획되기도 했지만 결코 실현되지 않았다.